# Hokjespeul
Hokjespeul of wilde hokjespeul (Astragalus glycyphyllos) is een giftige, overblijvende plant. De peul bestaat uit twee hokjes, vandaar de Nederlandse naam. De soortaanduiding glycyphyllos is afgeleid van het Oudgriekse γλυκύς, glukus, dat zoet en φύλλον, phullon dat blad betekent vanwege het zoetsmakende blad. De plant komt van nature voor in Midden-Europa en Centraal-Azië.

## Beschrijving
De plant wordt 30–80 cm hoog en heeft liggende, aan het eind opstijgende stengels. De 10–20 cm lange, samengestelde, onevengeveerde bladeren bestaan uit zeven tot dertien elliptische of eironde, aan de onderzijde behaarde, 2–4 cm lange deelblaadjes.
De hokjespeul bloeit van mei tot augustus en soms tot laat in de herfst met groenachtig gele, tot 15 mm lange, geurende bloemen. De bloeiwijze is een tros, bestaande uit acht tot dertig bloemen. De bestuiving gebeurt hoofdzakelijk door hommels (Bombus).
De vrucht is een gladde, 2,5–4 cm lange, door koolstofdioxide opgeblazen peul, die aan de onderzijde een diepe groef heeft. De koolstofdioxide ontstaat bij het verademen van koolhydraten. De peul heeft een snavel.

## Verspreiding
Hokjespeul komt voor in Centraal-Azië en Europa. In de Lage Landen vooral in zonnige kalkrijke zomen bij kreupelhout en heggen, in ruige bermen, langs bosranden en aan oevers. In Nederland komt de plant alleen zeldzaam voor in Zuid-Limburg, bij Arnhem en Nijmegen en zeer zeldzaam in de rest van Gelderland. In Vlaanderen is de soort zeldzaam te vinden in het zuiden van Limburg en ten noorden van Brussel en Antwerpen.

## Gebruik
Hokjespeul is familie van het zoethout en werd vroeger ook als geneeskruid gebruikt. Het werkzame bestanddeel is glycoside. Dit komt voor in de wortel en de bladeren van de plant.

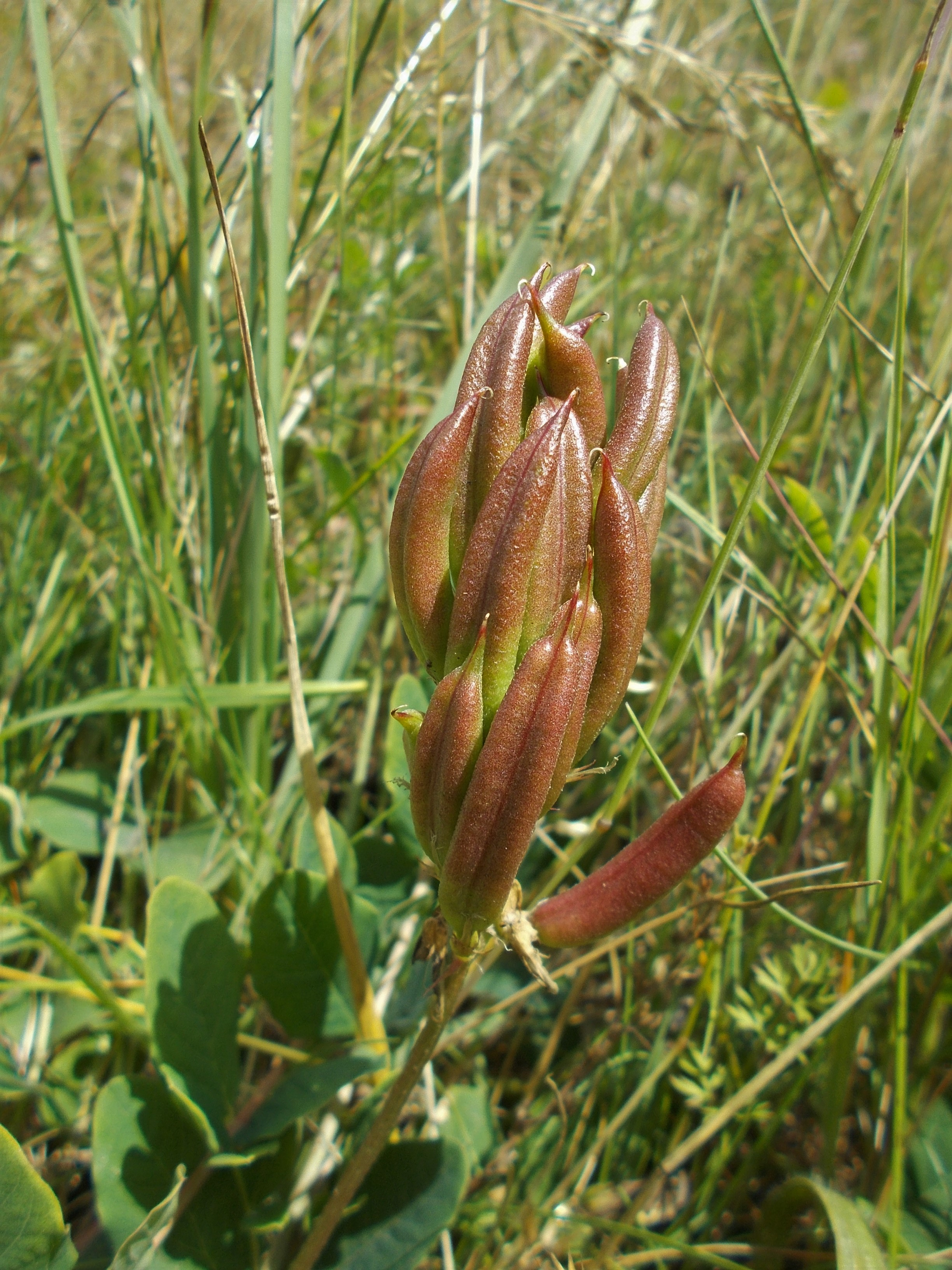
Peulen hokjespeul